# Tour du Nouveau Monde
Tour du Nouveau Monde ist der Name eines Hochhauses in Paris. Das Gebäude liegt im 13. Arrondissement im Osten von Paris und ist Teil des städtebaulichen Projektes Italie 13. Der Wohnturm verfügt über 27 oberirdische (26 Wohn- und eine Techniketage) und vier unterirdische Etagen mit 260 Appartements. Das Gebäude misst etwa 80 Meter Höhe, die Fassade zur Straße hat eine Länge von 50 m. Das Gebäude wurde mit Sichtbeton gebaut und nicht verputzt. Es wurde dabei eine seltene Bauweise angewandt, das Betongerippe wurde vor Ort gegossen und die Fassade mit vorgefertigten Betonplatten versehen. Entworfen wurde das Hochhaus, das zur Moderne zählt, vom Architekten Philippe Deslandes. Der Wohnturm wurde 1971 fertiggestellt. Nach einigen Jahren wurden jedoch größere Schäden am Beton festgestellt. Einige Stellen der Oberfläche waren angeschwollen, was zu Rissen und Zersplitterungen führte. Das Gebäude musste sehr aufwendig restauriert werden.
Der Wohnturm ist mit den Métrostationen Chevaleret  und Nationale  und dem Bahnhof Bibliothèque François Mitterrand  sehr gut an den öffentlichen Nahverkehr im Großraum Paris angebunden.